# Lorkenhöhe
Lorkenhöhe ist ein Ortsteil von Marialinden in der Stadt Overath im Rheinisch-Bergischen Kreis in Nordrhein-Westfalen, Deutschland.

## Lage und Beschreibung
Lorkenhöhe liegt an der Landesstraße 360 und gehört als Ortsteil zum Stadtteil Marialinden, einem alten Wallfahrtsort. Die Bebauung ist vielfältig. Neben Einzelhäusern finden sich Mietshäuser mit Sozialwohnungen, Landwirtschaft und ein Pferdehof. Eine Biogasanlage produziert aus Gülle Strom, und ein Werbeschild weist darauf hin, dass ein ehemaliges Karnevals-Prinzenpaar die Landmetzgerei führt, man schlachtet noch selbst.

## Geschichte
Die Topographia Ducatus Montani des Erich Philipp Ploennies, Blatt Amt Steinbach, belegt, dass der Wohnplatz bereits 1715 vier Hofstellen besaß, die als Lorkenhöh beschriftet sind. Carl Friedrich von Wiebeking benennt die Hofschaft auf seiner Charte des Herzogthums Berg 1789 als Lorkenhöhe. Aus ihr geht hervor, dass der Ort zu dieser Zeit Teil der Honschaft Oderscheid im Kirchspiel Overath war.
Der Ort ist auf der Topographischen Aufnahme der Rheinlande von 1824 als Lorkenhöhe verzeichnet. Die Preußische Uraufnahme von 1845 zeigt den Wohnplatz unter dem Namen Lorkenhöh. Ab der Preußischen Neuaufnahme von 1892 ist der Ort auf Messtischblättern regelmäßig als Lorkenhöhe verzeichnet.
Der Ort lag an der Brüderstraße, einer bedeutenden mittelalterlichen Altfernstraße von Flandern über Köln nach Leipzig. Innerhalb des Orts verläuft heute auf der Trasse des alten Höhenwegs die Landesstraße 360. Die alte Brüderstraße führte am Ortsausgang weiter nach Federath, auch auf diesem Abschnitt wurde die Trassierung für eine heutige Straßenverbindung weitergenutzt.
1822 lebten 32 Menschen im als Hof kategorisierten und als Lorkenhoh bezeichnete Ort, der nach dem Zusammenbruch der napoleonischen Administration und deren Ablösung zur Bürgermeisterei Overath im Kreis Mülheim am Rhein gehörte. Für das Jahr 1830 werden für den als Hof bezeichneten Ort 38 Einwohner angegeben. Der 1845 laut der Uebersicht des Regierungs-Bezirks Cöln als Weiler kategorisierte Ort besaß zu dieser Zeit acht Wohngebäude mit 43 Einwohnern, alle katholischen Bekenntnisses. Die Gemeinde- und Gutbezirksstatistik der Rheinprovinz führt Lorkenhöhe 1871 mit neun Wohnhäusern und 32 Einwohnern auf. Im Gemeindelexikon für die Provinz Rheinland von 1888 werden für Lorkenhöhe acht Wohnhäuser mit 53 Einwohnern angegeben. 1895 besitzt der Ort neun Wohnhäuser mit 46 Einwohnern und gehörte konfessionell zum katholischen Kirchspiel Marialinden, 1905 werden acht Wohnhäuser und 46 Einwohner angegeben.

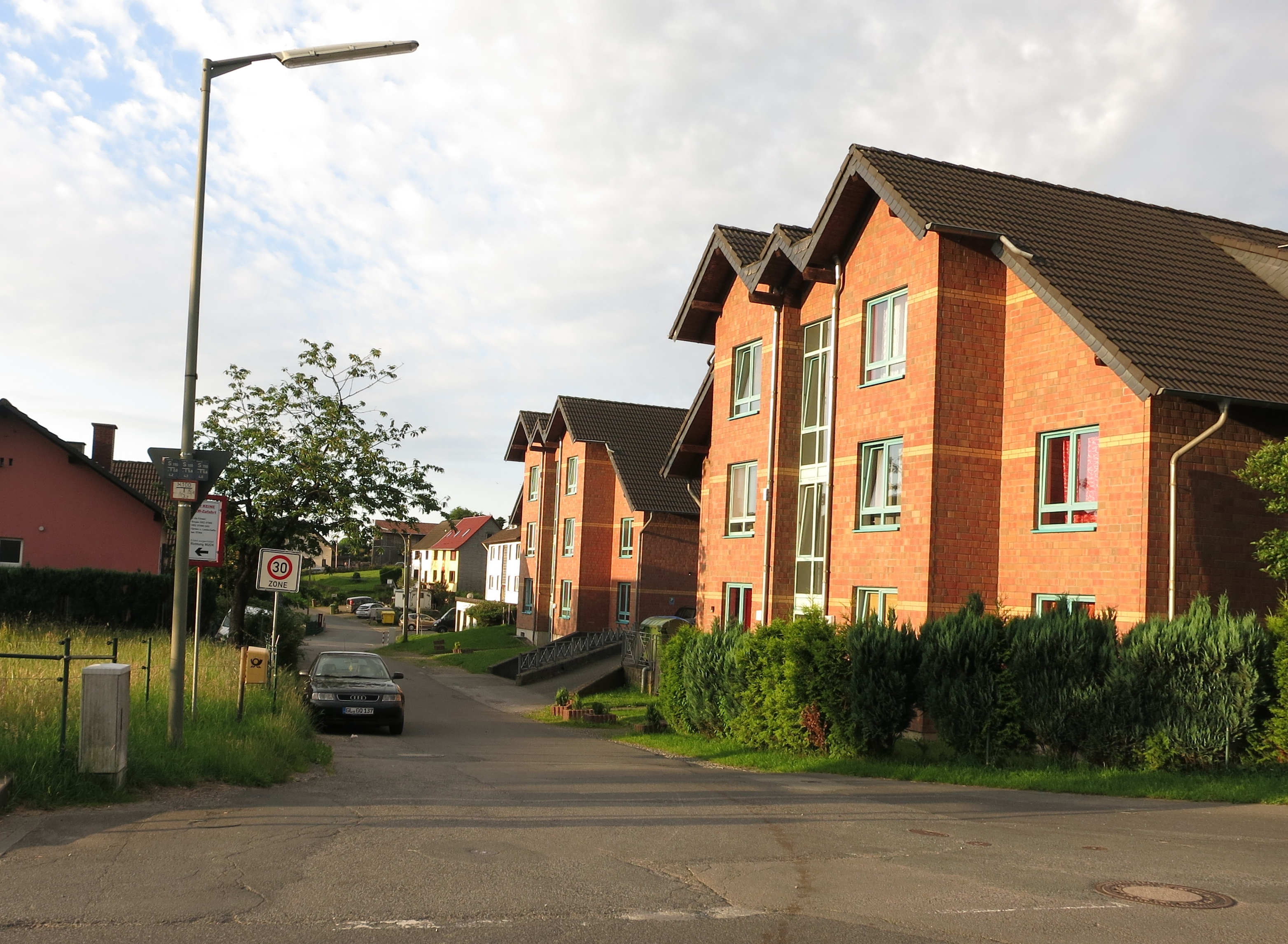
Siedlung
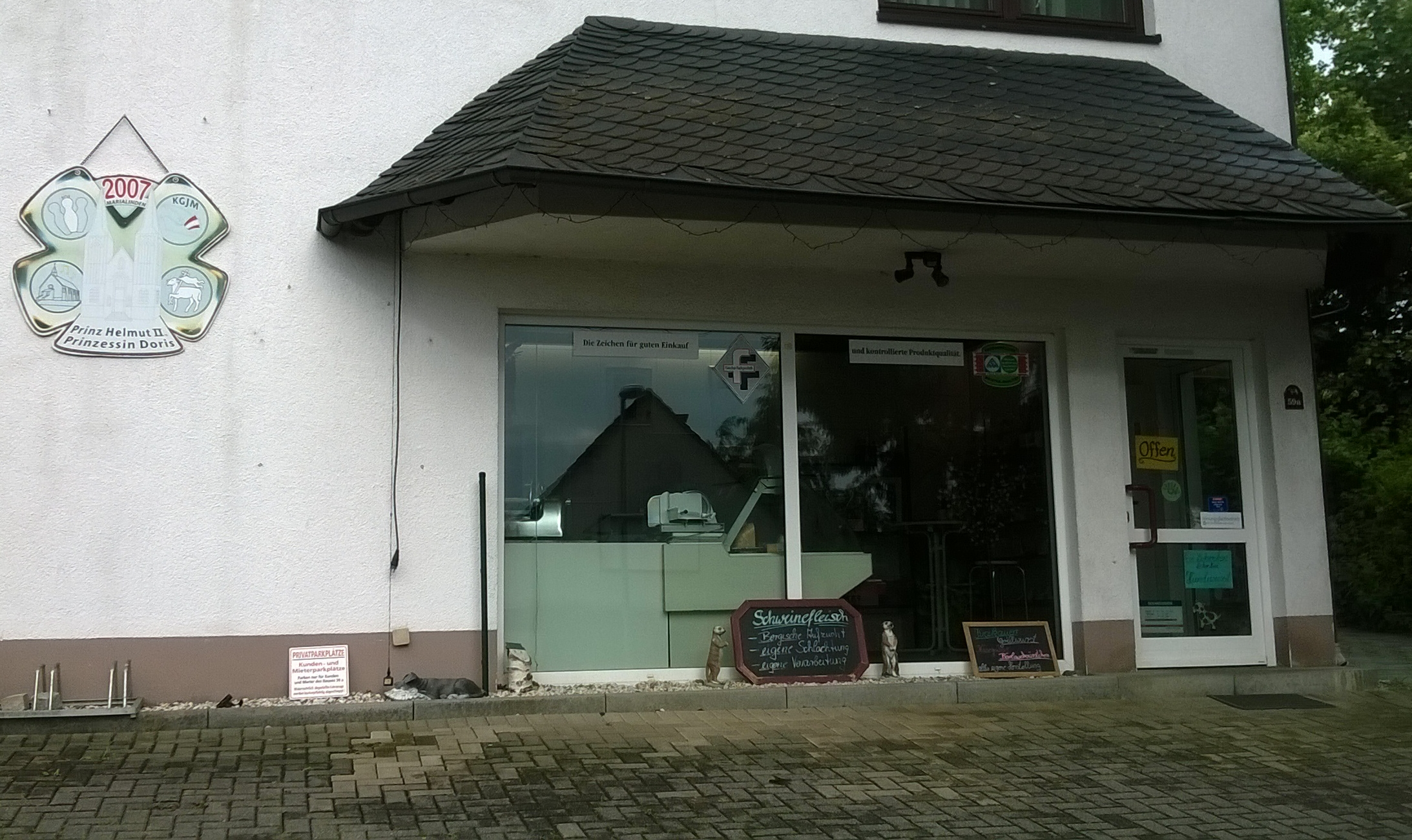
Landmetzgerei
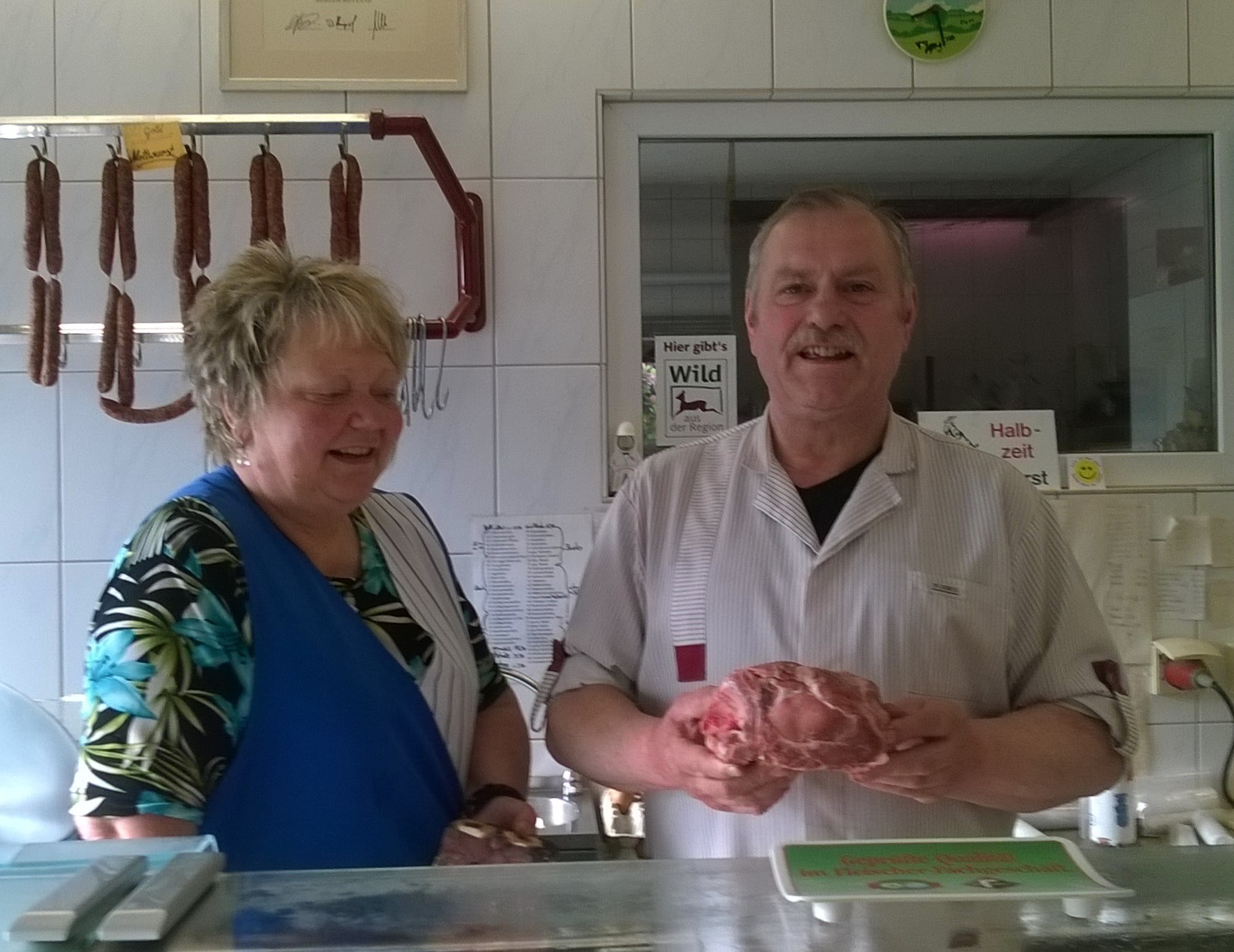
Metzger-Ehepaar
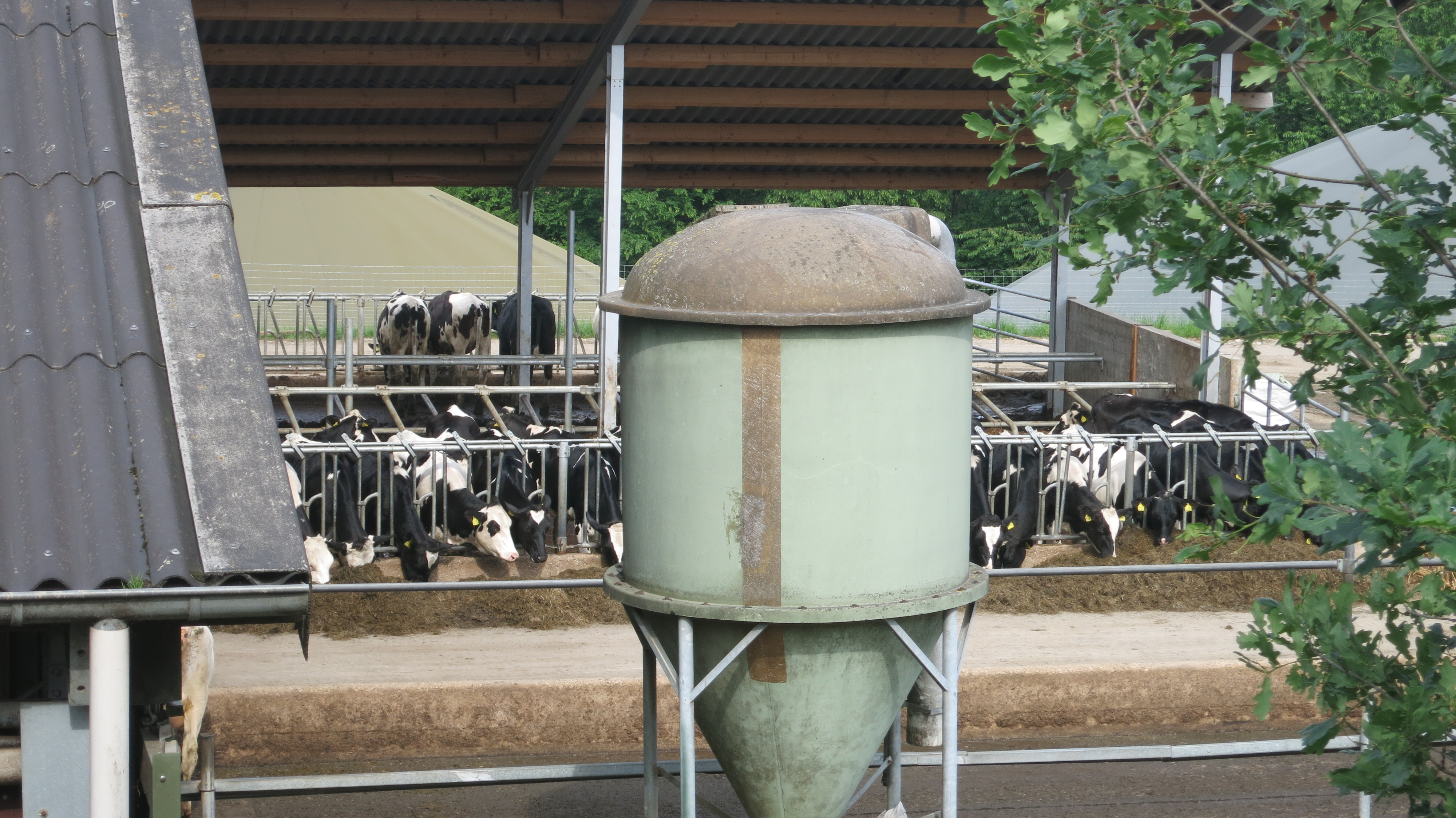
Biogasanlage